# 相場英雄
相場 英雄（あいば ひでお、1967年9月18日 - ）は、日本の小説家、経済ジャーナリスト。新潟県三条市生まれ。

## 経歴
新潟県立三条高等学校を経て外国語専門学校卒業後、キーパンチャーとして1989年に時事通信社に入社。当初は情報端末の編集部門で市場データの編集業務を担当していたが、市況担当記者に欠員が生じたため記者職に転じた。経済部記者として日本銀行、東京証券取引所などを担当したが、大卒ではないという理由で大蔵省担当にはなれなかった。
2005年、『デフォルト 債務不履行』で第2回ダイヤモンド経済小説大賞（現・城山三郎経済小説大賞）を受賞し小説家デビュー。2006年、時事通信社を退社し作家専業になる。BSE問題を扱った2012年の『震える牛』が累計28万部のベストセラーに。2013年、『血の轍』が第26回山本周五郎賞候補作、第16回大藪春彦賞候補作になる。2016年、『ガラパゴス』が第29回山本周五郎賞候補作になる。同作は2016年版「週刊文春ミステリーベスト10」で第17位に選ばれる。2017年、『不発弾』が第30回山本周五郎賞候補作になる。

## 作品リスト

### 小説

#### みちのく麺食い記者・宮沢賢一郎シリーズ
- 奥会津三泣き 因習の殺意（2009年3月 小学館文庫）
- 佐渡・酒田殺人航路（2009年7月 小学館文庫）
- 完黙（2009年9月 小学館文庫）
- 誤認（2010年2月 双葉文庫）
- 追尾（2010年4月 小学館文庫）
- 偽計（2010年10月 双葉文庫）
- 共震（2013年7月 小学館 / 2016年3月 小学館文庫）

#### 警視庁捜査一課継続捜査班・田川信一シリーズ
- 震える牛（2012年1月 小学館 / 2013年5月 小学館文庫）
- ガラパゴス（2016年1月 小学館 上・下巻 / 2018年7月 小学館文庫 上・下巻）
- アンダークラス（2020年11月 小学館 / 2023年1月 小学館文庫）

#### 「ナンバー」シリーズ
- ナンバー（2012年6月 双葉社 / 2014年9月 双葉文庫）
- トラップ（2014年1月 双葉社 / 2017年3月 双葉文庫）
- リバース（2015年2月 双葉社 / 2017年4月 双葉文庫）

#### 古賀遼シリーズ
- 不発弾（2017年2月 新潮社 / 2018年5月 新潮文庫）
- Exit（2021年1月 日経BP）

#### トップリーグ
- トップリーグ（2017年9月 角川春樹事務所 / 2019年7月 ハルキ文庫）
- トップリーグ2 アフターアワーズ（2019年8月 ハルキ文庫）

#### その他
- デフォルト 債務不履行（2005年10月 ダイヤモンド社 / 2007年11月 角川文庫）
- 株価操縦（2006年3月 ダイヤモンド社）
- ファンクション7（2007年11月 講談社 / 2021年4月 実業之日本社文庫）
- 偽装通貨（2008年6月 東京書籍 / 改題『偽金 フェイクマネー』 2015年12月 実業之日本社文庫）
- 金融報復 リスクヘッジ（2010年5月 徳間文庫）
- 越境緯度（2011年4月 徳間文庫）
- 双子の悪魔（2011年10月 幻冬舎文庫）
- 鋼の綻び（2012年11月 徳間書店 / 改題『復讐の血』 2016年12月 実業之日本社文庫）ISBN 9784198635053
- 血の轍（2013年1月 幻冬舎 / 2013年11月 幻冬舎文庫）
- 御用船帰還せず（2015年9月 幻冬舎 / 2017年9月 幻冬舎文庫）
- クランクイン（2016年12月 双葉社 / 2020年4月 双葉文庫）
- 血の雫（2018年10月 新潮社 / 2021年10月 幻冬舎文庫）
- KID（2019年3月 幻冬舎 / 2021年6月 幻冬舎文庫）
- レッドネック（2021年5月 角川春樹事務所）
- マンモスの抜け殻（2021年12月 文藝春秋 / 2024年4月 文春文庫）
- 覇王の轍（2023年2月 小学館）※警視庁捜査一課継続捜査班・田川信一シリーズのスピンオフ作品
- 心眼（2023年7月 実業之日本社）
- サドンデス（2023年9月 幻冬舎）
- ゼロ打ち（2024年2月 角川春樹事務所）

### 漫画原作
- フラグマン（作画：中山昌亮、2011年4月 小学館）
- 書かずの753（作画：中山昌亮、2014年4月 小学館）

## 映像化作品

### テレビドラマ
テレビ東京系列・BSジャパン
- 水曜ミステリー9 みちのく麺食い記者 宮沢賢一郎シリーズ（2012年4月11日 - 2014年7月30日、全3作、主演：髙嶋政宏）

WOWOW
- 連続ドラマW
  - 震える牛（2013年6月16日 - 7月14日、全5話、主演：三上博史）
  - 血の轍（2014年1月19日 - 2月9日、全4話、主演：谷原章介）
  - 不発弾 〜ブラックマネーを操る男〜（2018年6月10日 - 7月15日、全6話、主演：椎名桔平）
  - トップリーグ（2019年10月5日 - 11月9日、全6話、主演：玉山鉄二）

NHK BSプレミアム
- ガラパゴス（2023年2月6日・13日、全2話、主演：織田裕二）